# Emiliano Alfaro
Artikeln följer den spanska namnseden; faderns efternamn är Alfaro och moderns efternamn Toscano.
Emiliano Alfaro Toscano, född 28 april 1988 i Treinta y Tres, är en uruguayansk fotbollsspelare som spelar för Liverpool Montevideo.

## Klubbstatistik
| Klubb                                                   | Säsong            | Inhemsk liga      | Inhemsk liga | Inhemsk liga | Nat. täv. | Nat. täv. | Internat. täv. | Internat. täv. | Totalt | Totalt |
| Klubb                                                   | Säsong            | Serie             | SM           | Mål          | SM        | Mål       | SM             | Mål            | SM     | Mål    |
| ------------------------------------------------------- | ----------------- | ----------------- | ------------ | ------------ | --------- | --------- | -------------- | -------------- | ------ | ------ |
| Liverpool                                               | 2005–06           | 1a División       | 6            | 0            | 0         | 0         | 0              | 0              | 6      | 0      |
| Liverpool                                               | 2006–07           | 1a División       | 12           | 1            | 0         | 0         | 0              | 0              | 12     | 1      |
| Liverpool                                               | 2007–08           | 1a División       | 28           | 4            | 0         | 0         | 0              | 0              | 28     | 4      |
| Liverpool                                               | 2008–09           | 1a División       | 21           | 10           | 0         | 0         | 0              | 0              | 21     | 10     |
| Liverpool                                               | 2009–10 (A)       | 1a División       | 15           | 3            | 0         | 0         | 0              | 0              | 15     | 3      |
| Liverpool                                               | Totalt i klubblag | Totalt i klubblag | 82           | 18           | 0         | 0         | 0              | 0              | 82     | 18     |
| San Lorenzo                                             | 2009–10 (C)       | 1a División       | 15           | 2            | 0         | 0         | 0              | 0              | 15     | 2      |
| San Lorenzo                                             | 2010–11 (A)       | 1a División       | 3            | 0            | 0         | 0         | 0              | 0              | 3      | 0      |
| San Lorenzo                                             | Totalt i klubblag | Totalt i klubblag | 18           | 2            | 0         | 0         | 0              | 0              | 18     | 2      |
| Liverpool                                               | 2010–11 (C)       | 1a División       | 13           | 5            | 0         | 0         | 0              | 0              | 13     | 5      |
| Liverpool                                               | 2011–12 (A)       | 1a División       | 12           | 7            | 0         | 0         | 0              | 0              | 12     | 7      |
| Liverpool                                               | Totalt i klubblag | Totalt i klubblag | 25           | 12           | 0         | 0         | 0              | 0              | 25     | 12     |
| Lazio                                                   | 2011–12           | Serie A           | 8            | 0            | 0         | 0         | 0              | 0              | 8      | 0      |
| Lazio                                                   | Totalt i klubblag | Totalt i klubblag | 8            | 0            | 0         | 0         | 0              | 0              | 8      | 0      |
| Antal matcher och mål är korrekt per den 27 april, 2012 |                   |                   |              |              |           |           |                |                |        |        |

## Landslagskarriär
Alfaro debuterade i det uruguayanska landslaget den 15 november 2011 i en träningslandskamp mot Italien.